# Liberty Bowl 2016 (janvier)
Ne doit pas être confondu avec Liberty Bowl 2016 (décembre), joué dans le cadre de la saison universitaire 2016.
Match précédent Match suivant
Le Liberty Bowl 2016 est un match de football américain de niveau universitaire  joué après la saison régulière de 2015, le 2 janvier 2016 au Liberty Bowl Memorial Stadium de Memphis dans le Tennessee. 
Il s'agissait de la 57e édition du Liberty Bowl.
Le match a mis en présence les équipes des Wildcats de Kansas State issus de la Big 12 Conference et des Razorbacks de l'Arkansas issus de la Southeastern Conference.
Il a débuté à 14:26 heure locale et a été retransmis en télévision sur ESPN.
Sponsorisé par la société  AutoZone, le match fut officiellement dénommé le AutoZone Liberty Bowl.
Arkansas gagne le match sur le score de 45 à 23.

## Présentation du match
| Équipes                                                                                                | Conférences | Entraîneurs  | Stats. saison rég. |
| --- | ----------- | ------------ | ------------------ |
| Wildcats de Kansas State                                                                               | Big 12      | Bill Snyder  | 6-6                |
| Razorbacks de l'Arkansas                                                                               | SEC         | Bret Bielema | 7-5                |
| Arbitre : Ron Snodgrass (Big Ten) Équipe donnée favorite par les bookmakers : Arkansas à 11.5 contre 1 |             |              |                    |

### Wildcats de Kansas State
Avec un bilan global en saison régulière de 6 victoires et 6 défaites, Kansas State est éligible et accepte l'invitation pour participer au Liberty Bowl de 2016.
Ils terminent 7e de la Big 12 Conference derrière #5 Oklahoma, #20 Oklahoma State, #7 TCU, #13 Baylor, West Virginia, 
Texas Tech et Texas, avec un bilan en conférence de 3 victoires et 6 défaites.
À l'issue de la saison 2015 (bowl compris), ils n'apparaissent pas dans les classements CFP , AP et Coaches.
Il s'agit de leur 1er apparition au Liberty Bowl.

### Razorbacks de l'Arkansas
Avec un bilan global en saison régulière de 7 victoires et 5 défaites, Arkansas est éligible et accepte l'invitation pour participer au Liberty Bowl de 2016.
Ils terminent 3e de la West Division de la SEC derrière #1 Alabama et #10 Ole Miss, avec un bilan en division de 5 victoires et 3 défaites.
À l'issue de la saison 2015 (bowl compris), ils n'apparaissent pas dans les classements CFP , AP et Coaches.
Il s'agit de leur 5e participation au Liberty Bowl établissant ainsi le record de participation d'une équipe pour ce bowl :
- Battus 14 à 13 lors du Liberty Bowl 1971 par les Volunteers du Tennessee.
- Battus 21 à 15 lors du Liberty Bowl 1984 par les Tigers d'Auburn.
- Battus 20 à 17 lors du Liberty Bowl 1987 par les Bulldogs de la Géorgie.
- Victorieux 20 à 17 en prolongation lors du Liberty Bowl de 2010 contre les Pirates d'East Carolina.

## Résumé du match
Début du match à 14:26 heures locale, fin à 17:48 pour une durée de jeu de 03:22 heures.
Le temps était ensoleillé, température de 48 °C avec un vent faible d'ouest de 4 miles à l'heure.
| QT          | Temps       | Drive       | Drive       | Drive       | Équipe      | Description de l'action | Score | Score |
| QT          | Temps       | Jeux        | Yards       | TDP         | Équipe      | Description de l'action | KSt   | ARK   |
| ----------- | ----------- | ----------- | ----------- | ----------- | ----------- | --- | ----- | ----- |
| 1           | 11:38       | 4           | 27          | 01:52       | KSt         | TD à la suite d'une course de 10 yards par RB Winston Dimel + 1 point de conversion par K Matthew McCrane                               | 7     | 0     |
| 1           | 08:15       | 6           | 72          | 03:23       | ARK         | TD à la suite d'une course de 22 yards par RB Alex Collins + 1 point de conversion par K Cole Hedlund                                   | 7     | 7     |
| 1           | 03:50       | 8           | 46          | 04:18       | KSt         | FG de 36 yards par K Matthew McCrane | 10    | 7     |
| 1           | 02:22       | 3           | 24          | 01:17       | ARK         | TD à la suite d'une course de 13 yards par RB Jared Cornelius + 1 point de conversion par K Cole Hedlund                                | 10    | 14    |
| 2           | 13:05       | 8           | 64          | 03:04       | ARK         | TD à la suite d'une course de 13 yards par RB Alex Collins + 1 point de conversion par K Cole Hedlund                                   | 10    | 21    |
| 2           | 02:08       | 9           | 55          | 04:59       | ARK         | FG de 26 yards par K Cole Hedlund | 10    | 24    |
| 2           | 00:21       | 8           | 49          | 01:41       | KSt         | FG de 21 yards par K Matthew McCrane | 13    | 24    |
| 3           | 12:44       | 4           | 74          | 02:10       | KSt         | TD de 48 yards par FB Winston Dimel à la suite d'une réception de passe de QB Kody Cook + 1 point de conversion par K Matthew McCrane   | 20    | 24    |
| 3           | 07:54       | 9           | 82          | 04:42       | ARK         | TD de 6 yards par TE Jeremy Sprinkel à la suite d'une réception de passe de QB Brandon Allen + 1 point de conversion par K Cole Hedlund | 20    | 31    |
| 3           | 01:46       | 11          | 47          | 06:02       | KSt         | FG de 32 yards par K Matthew McCrane | 23    | 31    |
| 4           | 12:04       | 8           | 78          | 04:34       | ARK         | TD de 14 yards à la suite d'une course de RB Alex Collins + 1 point de conversion par K Cole Hedlund                                    | 23    | 38    |
| 4           | 04:46       | 9           | 80          | 05:38       | ARK         | TD à la suite d'une course de 10 yards par RB Kody Walker + 1 point de conversion par K Cole Hedlund                                    | 23    | 45    |
| Score final | Score final | Score final | Score final | Score final | Score final | Score final | 23    | 45    |

## Statistiques
| Statistiques par Équipes               | Statistiques par Équipes | Statistiques par Équipes |
| Statistiques                           | KSt                      | ARK                      |
| -------------------------------------- | ------------------------ | ------------------------ |
| 1er downs                              | 13                       | 30                       |
| Conversion de 3e Down                  | 3/10                     | 6/10                     |
| Conversion de 4e Down                  | 0/0                      | 0/0                      |
| Jeux–yards                             | 47 jeux pour 242 yards   | 68 jeux pour 569 yards   |
| Yards à la course                      | 79                       | 254                      |
| Yards à la passe                       | 163                      | 315                      |
| Passes : Réussies-Tentées-Interceptées | 12/25, 1 Int.            | 20/26, 1 Int.            |
| Réussite en zone rouge/chances         | 4/4                      | 6/6                      |
| TD                                     | 2                        | 5                        |
| Field Goals                            | 3/3                      | 1/1                      |
| Sacks (Nombre-Yards gagnés)            | 2 pour 9 yards gagnés    | 2 pour 14 yards gagnés   |
| Fumbles (Nombre/Perdus)                | 0/0                      | 1/0                      |
| Pénalités (Nombre/Yards perdus)        | 4 pour 25 yards perdus   | 2 pour 20 yards perdus   |
| Temps de possession                    | 22:30                    | 37:30                    |

| Meilleur Joueur (MVP) | Meilleur Joueur (MVP) | Meilleur Joueur (MVP)    |
| --------------------- | --------------------- | ------------------------ |
| Nom                   | Équipe                | Poste                    |
| Alex Collins          | RB                    | Razorbacks de l'Arkansas |

| Statistiques Individuelles | Statistiques Individuelles | Statistiques Individuelles                    |
| -------------------------- | -------------------------- | --------------------------------------------- |
| Quaterbacks                |                            |                                               |
| KSt                        | Kody Cook                  | 12/24, 163 yards, 1 TD, 0 Int., 2 sacks subis |
| ARK                        | Brandon Allen              | 20/26, 315 yards, 1 TD, 1 Int., 2 sacks subis |
| Meilleurs Coureurs         |                            |                                               |
| KSt                        | Charles Jones              | 6 courses pour 40 yards net gagnés, 0 TD      |
| ARK                        | Alex Collins               | 23 courses pour 185 yards net gagnés et 3 TDs |
| Meilleurs Receveurs        |                            |                                               |
| KSt                        | Deante Burton              | 4 réceptions pour 33 yards net gagnés, 0 TD   |
| ARK                        | Drew Morgan                | 8 réceptions pour 92 yards net gagnés, 0 TD   |
| Meilleurs Tackleurs        |                            |                                               |
| KSt                        | Charmeachealle Moore       | 8 tacles en solo et 2 assistes                |
| ARK                        | Rohan Gaines               | 4 tacles en solo et 1 assiste                 |